# Sbor Bratrské jednoty baptistů v Olomouci
Sbor Bratrské jednoty baptistů v Olomouci je místní baptistickou církví, která má kolem 90 členů.

## Historie
V šedesátých letech 20. století se v Olomouci shromáždila malá skupina baptistů a v roce 1965 byla založena misijní stanice šumperského sboru. Po revoluci v roce 1989 se k Ježíši Kristu obrátilo mnoho nových lidí. Důležitým momentem bylo v roce 1991 založení Biblické školy Bratrské jednoty baptistů. V jejích prostorách se začala konat společná shromáždění sboru. Misie se dále rozvíjela a v roce 1993 olomoučtí založili samostatný sbor. Olomoucký sbor byl přijat mezi sbory Bratrské jednoty baptistů v Praze dne 6. listopadu 1993.

## Kazatelé
- 1993–1996: Pavel Titěra
- 1996–2005: Pavel Coufal
- 2005–2021: Petr Coufal
- 2021–2024: Miroslav Čížek
- 2024–doposud: David Sláma